# Viļāni (stacja kolejowa)
Viļāni (ros. Виляни) – stacja kolejowa w miejscowości Viļāni, w gminie Viļāni, na Łotwie.